# Тчаденше
Ассосіасау Дешпортіва, Сосіал і Культурал Тчаденше або просто Тчаденше (порт. Associação Desportiva, Social e Cultural Tchadense) — професіональний кабовердійський футбольний клуб з міста Прая, на острові Сантьягу.

## Історія
З ініціативи деяких молодих людей з Ачада-ді-Санту-Антоніу, шанувальників спорту загалом і футболу зокрема, в 1984 році було засновано Футбольний клуб «Тчаденше». Клуб виник завдяки потужному громадському руху, в першу чергу серед молоді (Зе, Калу і Валдір Тулія, Кашальберту, Зе Дотора, Ізабель Нха Аврора, Генрі Тчіка, Лена ді Марія, Адла Нха Домінгуш Бой, Кікі і Жежінью ді Шандаді, Діку Нха Мулата, Зе Турку, Гугу і Бетіна Порфіка, Нуну Коркубада, Альбертіна Тотука, Таті, Мануель і Калука ді Гага, Пеле Джонша, Луїш Шема, Сабіну, Луїш Конг, Зе Піла, Луїш Фра та інші).
Після довгих років участі в турнірах з вуличного футболу, особливо під час шкільних канікул, під час яких вони демонстрували відмінні результати, через декілька років клуб було зареєстровано офіційно.
17 жовтня 1995 року клуб було офіційно зареєстровано у місцевій федерації футболу, а 30 жовтня — ця інформація була оприлюднена в пресі.
В сезоні 1996/1997 років клуб здобув перемогу в Другому дивізіоні Чемпіонату острова.
12 жовтня 2008 року клуб офіційно змінив назву, тепер — «Associação Desportiva & Cultural Tchadense» (Ассосіасау Дешпортіва і Культурал Тчаденше).

## Досягнення
- Другий дивізіон Чемпіонату острова Сантьягу (Південь): (1)

переможець — 1996/1997

## Статистика виступів у острівному чемпіонаті
| Сезон   | Див | Міс | О  | І  | В | Н | П  | ЗМ | ПМ | РМ  |
| 2013-14 | 2   | 10  | 14 | 18 | 3 | 5 | 10 | 17 | 34 | -17 |